# Youssef Omar Isahak
Youssef Omar Isahak (geb. 30. Oktober 1969) ist ein ehemaliger dschibutischer Judoka.
Isahak trat neben Alaoui Mohamed Taher bei den Olympischen Sommerspielen 1992 in Barcelona an. Im Wettbewerb Superleichtgewicht wurde er in der ersten Runde durch den polnischen Judoka Piotr Kamrowski besiegt und schied damit aus.